# Harman Hendrik van de Poll
Harman Hendrik van de Poll (* 23. Oktober 1697 in Amsterdam; † 30. April 1772 ebenda) war ein Amsterdamer Regent des 18. Jahrhunderts. 
Harman Hendrik war der Sohn des Regenten Jan (III.) van de Poll und Margaretha geborene Rendorp, Angehörige der alten Geschlechter Van de Poll und Rendorp. Harman Hendrik van der Poll wurde im Jahre 1723 Ratsherr in der Regierung seiner Geburtsstadt. In dieser Funktion war er bis in das Jahr 1748 tätig. Weitere Ämter hatte er als Schepen von Amsterdam (1725), als Kapitän (1719) und Oberst (1735) der Amsterdamer Bürgergarde und zwischen den Jahren 1728 und 1730 als Gecommiteerde raad von Holland in Den Haag. Auf dem Höhepunkt seiner Macht wurde er im Jahre 1745 regierender Bürgermeister von Amsterdam. 
Bei der erneuten oranischen Machtergreifung durch Wilhelm IV. von Oranien-Nassau, dem Ende der Zweiten statthalterlose Periode, verlor die Familie Van de Poll ihre politische Macht; Harman Hendrik van de Poll wurde am 6. September 1748 aus der Stadtregierung ausgeschlossen. Seinen drei Söhnen Jan, Jacobus sowie Harman van de Poll, aus der Ehe mit Margaretha Trip, blieben in weiterer Folge Regierungsämter verwehrt.